# Hematocolpos

Tipos de Himen.

Hematocolpos (do grego antigo hemato, sangue e colpos, vagina) é uma condição médica na qual a vagina retem o sangue menstrual da menarca, geralmente por causa de um hímen imperfurado. Também pode ser causado por uma má formação vaginal (atresia), por um trauma hemorrágico associado a obstrução vaginal ou por estar obstruída por cicatrizes (fibrose). Normalmente o hímen possui um espaço para que o sangue menstrual passe, mas cerca de 1 em cada 1000 meninas não nascem com essa passagem.
Uma condição similar a hematometra(metra é útero em grego), quando o útero retem o sangue menstrual porque o colo do útero está obstruído.

## Sinais e sintomas
Entre os 10 e 16 anos, quando ocorre a menarca a adolescente começa a sentir dor pélvica, peso na vagina, desconforto para urinar (disúria e dificuldade para urinar incontinência urinária, pois a bexiga e uretra estão comprimidos pelo sangue. 

## Diagnóstico
Ante a suspeita clínica é feita a inspeção da vagina e uma ecografia para descartar outras causas. A ecografia revela a massa hemática em vagina.

## Tratamento
O tratamento consiste em remover o hímen (himenotomia) ou outros tecidos que obstruam o fluxo menstrual e limpar a vagina.